# Meteorologiåret 2003

## Händelser

### Januari
- Januari
  - I Redbank Mine, Northern Territory, Australien faller 1251,1 millimeter regn under månaden, vilket blir regnrekord för en månad i Northern Territory [1].
  - I Sverige upplever nordligaste Norrland sin kallaste januarimånad på 10-15 år.[2]
- Snöfattigt på många håll i Minnesota, USA [3].
- 7 januari – Rekordvärme uppmäts i Minnesota, USA. Nio golfbanor i Twin Cities öppnas [3].
- 13 januari - Temperaturen i New Delhi sjunker till + 7 °C. Kylan har sedan mitten av december 2002 skördat över 1 000 dödsoffer i Indien och Bangladesh.[2]
- 15-16 januari - Ett oväder drar in över södra Sverige efter en höst med få stormar.[2]
- 27 januari - Ett man omkommer vid en lavinolycka i Arvidsjaur, Sverige.[2]
- 29 januari – Vid Nuuk flygplats, Grönland uppmäts temperaturen + 15.3 °C, vilket blir Grönlands högst uppmätta temperatur för månaden [4].

### Februari
- 16 februari – Medelvindar i 38 meter per sekund blåser i Stora Sjöfallet, Sverige [5].
- 18 februari - I Nikkaluokta, Sverige ökas det gamla värmerekordet för månaden, 7.4 °C, på med + 2 °C.[2]

### Mars
- Mars - Lapplandsfjällen i Sverige upplever sin blötaste marsmånad sedan 1950-talet.[2]

### April
- April
  - Översvämning i Santa Fe.[6]
  - I Georgetown, Ascension uppmäts temperaturen + 34.0°C (93.2°C), vilket blir Ascensions dittills högst uppmätta temperatur någonsin.[7].

- 11 april - Snötäcket har återigen bäddat in Sverige, förutom sydkusten, som upplever en aprilmånad som starkt skiftar mellan kyla och värme.[2]
- 5 april – Storm med orkanbyar drar in över Sverige. Hastighetsbegränsning införs på Öresundsbron och en finländsk båt i Roslagen råkar i sjönöd. 30 000 hushåll i Stockholmstrakten blir utan ström.[2]
- 17 april – I Fugloy, Färöarna uppmäts temperaturen + 19.0 °C, vilket blir Färöarnas högst uppmätta temperatur för månaden [8].
- 21 maj - Hela + 21 °C uppmäts i Orrbyn, Sverige.[2]

### Maj
- 3 maj
  - I Santa Fe, Argentina leder skyfall till svåra översvämningar. Provinsen har på några dagar fått mer nederbört (1 400 millimeter) än normalt (8 00 millimeter per år). 20 personer har drunknat, och 150 000 blivit hemlösa.[2]
  - 42 millimeter regn faller över Gävle, Sverige vilket är nytt lokalt månadsrekord i nederbörd under ett och samma dygn.[2]

### Juni
- Juni - Flera delar av Sverige upplever en mycket blöt junimånad [9].
- 22 juni – 18.75 inch stora hagel, amerikanskt rekord, faller över Aurora i Nebraska, USA [10].
- 25 juni – Mycket regn faller över Minnesota, USA. I Richfield fälls träd av starka vindar [11].

### Juli
- Juli
  - Sommarflöden orsakar översvämningar i Småland, Sverige [12].
  - I Sverige upplever Härnösand sin varmaste julimånad sedan mätningarna påbörjades 1858, medan övriga Norrland hade en varmare juli för 30 år sedan. I södra Sverige är juli varmaste sedan 1994.[2]
- 14 juli – 11 tornados härjar i Minnesota, USA [10].
- 17 juli – Vid Vágar flygplats, Färöarna uppmäts temperaturen + 26.3 °C, vilket blir Färöarnas högst uppmätta temperatur för månaden [8].
- 17-18 juli - I Sverige råder en värmebölja med + 30 °C i flera Norrlandsstäder.[2]

### Augusti
- Augusti - Flera länder i Europa drabbas av en värmebölja. I Frankrike förbereds extraplatser på bårhusen.[2]
- 1 augusti – I Amareleja, Beja, Portugal uppmäts temperaturen + 47.4 °C (117.3 °F), vilket blir Portugals högst uppmätta temperatur någonsin [13].
- 6 augusti - I Svartbyn, Sverige är det under hela dygnet inte kallare än + 21 °C.[2]
- 9 augusti – I Greycrook, Scottish Borders i Skottland, Storbritannien uppmäts temperaturen + 32.9 °C (91.2 °F), vilket blir Englands högst uppmätta temperatur någonsin [14].
- 10 augusti – I Faversham, Kent i England, Storbritannien uppmäts temperaturen + 38.5 °C (101.3 °F), vilket blir Englands högst uppmätta temperatur någonsin [14].
- 11 augusti
  - I Grona, Moësadistriktet, Schweiz uppmäts temperaturen +41.5 °C (106.7 °F) vilket blir Schweiz högst uppmätta temperatur någonsin[15].
  - Hösten är i stort sett etablerat i Norrland, Sverige.[2]
- 12 augusti – I Conqueyrac och Saint-Christol-lès-Alès i Frankrike uppmäts temperaturen + 44.1 °C (110.1 °F) vilket blir Frankrikes högst uppmätta temperatur någonsin [16].
- 23 augusti - En storm rasar i Norrland, Sverige.[2]
- 26 augusti
  - Vid Nuuk flygplats, Grönland uppmäts temperaturen + 24.1 °C, vilket blir Grönlands högst uppmätta temperatur för månaden [4].
  - I Katterjåkk, Sverige tangeras det lokala snödjupsrekordet för månaden då 40 centimeter uppmäts.[2]
- 27 augusti – Nära 20 000 personer dog i Europa,till följd av värmeböljan under månaden, enbart i Frankrike räknar man med 13 500 extra dödsfall.[2]

### September
- September - Södra Sverige upplever en torr septembermånad [17].
- 13 september – En tyfon i Sydkorea dödar minst 58 människor och 250 000 tvingas lämna sina hem. Vindstyrkorna uppmäts på upp till 60 sekundmeter, och under natten faller 450 millimeter regn.[2]
- 18 september – Kraftigaste orkanen sedan 1999 drabbar östra USA då Isabel drabbar North Carolina. 16 personer omkommer vid översvämningar, och 4,3 miljoner blir strömlösa.[2]

### November
- November - Sverige upplever en ovanligt mild novembermånad [18]. På många håll är månaden till och med mildare än oktober.[19]
- 6 november – I Tafjord, Norge noteras norskt värmerekord för månaden med + 21,8 °C [20].
- 16 november – Regnet vräker ner över Grando, Spanien och flera personer dödas då ett hus sveps iväg av kraftiga stormar.[19]

### December
- 1-6 december - Melbourne, Australien drabbas av ett extremt åskoväder.
- 5 december – Medelvindar i 38 meter per sekund blåser i Stora Sjöfallet, Sverige [5].
- 6 december – Hårda och byiga nordvindar i Värmland, Sverige orsakar stora skador på skog, samt elavbrott i de västra delarna [21].
- 12 december – Snö tvingar Vägverket att stänga flera fjällvägar i Sverige på natten mot denna dag då vindbyar på 42 meter per sekund uppmäts och bilisterna varnas från att köra längre västerut än Arjeplog respektive Hemavan med risken att fastna i snön.[19]
- 21-22 december - I Sverige faller närmare 40 centimeter snö över ett brett bälte från norra Götaland till södra Norrland.[19]
- 24 december - Södra Sverige upplever en kall julaftonsmorgon, som senare slår om till flera plusgrader och regn med bland annat 54 millimeter i Harvaryd [22].
- 25-31 december - Utah, USA drabbas av en våldsam snöstorm.

### Okänt datum
- Ett kraftigt inflöde till Östersjön inträffar [23]

### Fotnoter
1. ↑  ”Australian Temperature Extremes”. Bureau of Meteorology. 1 april 2009. http://www.bom.gov.au/climate/extreme/records/national.pdf. Läst 4 februari 2011.
2. 1 2 3 4 5 6 7 8 9 10 11 12 13 14 15 16 17 18 19 20 21   När Var Hur 2004. DN
3. 1 2  ”Arkiverade kopian”. Arkiverad från originalet den 21 juli 2010. https://web.archive.org/web/20100721154003/http://climate.umn.edu/pdf/day_in_weather_history/january_wx_history.pdf. Läst 16 februari 2011.
4. 1 2  DMI
5. 1 2  SMHI
6. ↑  ”Argentina fights flood waters” (på engelska). BBC. 2 maj 2003. http://news.bbc.co.uk/2/hi/americas/2994301.stm. Läst 10 juli 2015.
7. ↑  Masters, Jeff (7 augusti 2010). ”National heat records set in 2010”. Weather Underground. Arkiverad från originalet den 20 augusti 2010. https://web.archive.org/web/20100820002618/http://www.wunderground.com/blog/JeffMasters/comment.html?entrynum=1569. Läst 5 januari 2013.
8. 1 2  DMI
9. ↑  SMHI
10. 1 2  ”Arkiverade kopian”. Arkiverad från originalet den 21 juli 2010. https://web.archive.org/web/20100721153842/http://climate.umn.edu/pdf/day_in_weather_history/july_wx_history.pdf. Läst 16 februari 2011.
11. ↑  ”Arkiverade kopian”. Arkiverad från originalet den 26 juli 2010. https://web.archive.org/web/20100726102347/http://www.climate.umn.edu/pdf/day_in_weather_history/june_wx_history.pdf. Läst 16 februari 2011.
12. ↑  SMHI
13. ↑  Extremes Arkiverad 15 november 2012 hämtat från the Wayback Machine. Instituto de Meteorologia, IP Portugal
14. 1 2  ”Extreme weather”. Met Office. Arkiverad från originalet den 29 december 2010. https://web.archive.org/web/20101229172517/http://www.metoffice.gov.uk/climate/uk/extremes/index.html. Läst 20 augusti 2010.
15. ↑  ”Weather in Switzerland”. High-end-travel-switzerland.com. Arkiverad från originalet den 13 februari 2010. https://web.archive.org/web/20100213104517/http://www.high-end-travel-switzerland.com/Weather-in-Switzerland.html. Läst 20 augusti 2010.
16. ↑  http://www.meteo.fr/meteonet/temps/france/clim/prod/tmd/dept30/TMD300803.pdf
17. ↑  SMHI Arkiverad 14 juni 2015 hämtat från the Wayback Machine.
18. ↑  SMHI Arkiverad 4 januari 2014 på WebCite
19. 1 2 3 4   När Var Hur 2005. DN
20. ↑  MET
21. ↑  SMHI
22. ↑  John Pohlmans blogg 23 december 2010 - Julhelger, en tillbakablick Arkiverad 26 december 2010 hämtat från the Wayback Machine.
23. ↑  SMHI